# گاشچنکا
گاشچنکا (به لاتین: Gashchenka) یک منطقهٔ مسکونی در روسیه است که در استان آمور واقع شده‌است.